# لاري كاسيدي
لاري كاسيدي (بالإنجليزية: Larry Cassidy)‏ هو مغني بريطاني، ولد في 18 أبريل 1953 في بلاكبول في المملكة المتحدة، وتوفي في 27 فبراير 2010.